# Осовец (Белыничский район)
Осове́ц (бел. Асаве́ц) — деревня в составе Техтинского сельсовета Белыничского района Могилёвской области Республики Беларусь.

## Население
- 2010 год — 114 человек